# Трећа влада Николе Христића
Трећа влада Николе Христића је била влада Краљевине Србије од 14. априла 1888. до 22. фебруара 1889. (по старом календару).

## Чланови владе
| Функција                                                  | Слика | Име и презиме     | Детаљи            |
| --------------------------------------------------------- | ----- | ----------------- | ----------------- |
| Председник министарског савета и министар унутрашњих дела |       | Никола Христић    |                   |
| Министар иностраних дела                                  |       | Чедомиљ Мијатовић |                   |
| Министар правде                                           |       | Ђорђе Р. Пантелић |                   |
| Министар финансија                                        |       | Мита Ракић        | до 8/20.10. 1888. |
| Министар финансија                                        |       | Чедомиљ Мијатовић | заступник         |
| Министар просвете и црквених дела                         |       | Владан Ђорђевић   |                   |
| Министар војни                                            |       | Коста Протић      |                   |
| Министар грађевина                                        |       | Михаило Богићевић |                   |
| Министар народне привреде                                 |       | Владан Ђорђевић   | заступник         |